# 丁科夫銀行
丁科夫銀行（俄语：Тинькофф банк）是俄羅斯的一家虛擬銀行，由俄羅斯富豪奧列格·丁科夫於2006年成立。在2016年至2022年，丁科夫銀行的惠譽評級為B+，穆迪評級則為B2，它是俄羅斯第二大信用卡發卡機構，亦是全球最大的虛擬銀行。2024年6月5日，TKS Holding 金融集團宣布將丁科夫銀行 (MOEX: TCSG ) 銀行更名為 T-Bank。